# Forças Armadas Dinamarquesas

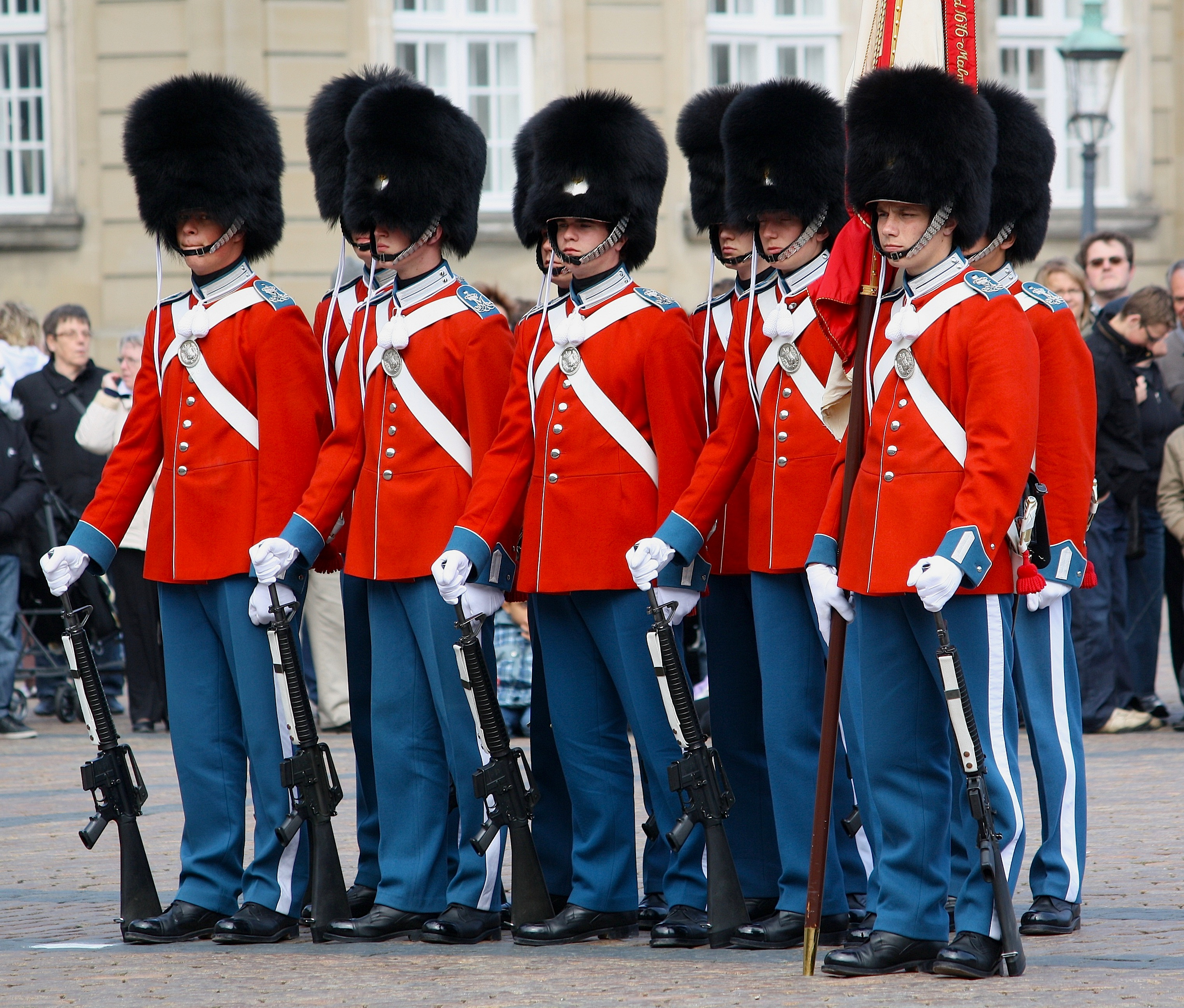
Soldados da guarda real dinamarquesa.

As Forças Armadas do Reino da Dinamarca, conhecida como Defesa Dinamarquesa (em dinamarquês: Forsvaret). A Defesa Dinamarquesa é a união das forças armadas dinamarquesas, incumbida da defesa da Dinamarca e seu governo constituído, assegurando seus interesses, promovendo a paz mundial e também ajuda humanitária.
O Chefe de Defesa é o posto mais alto das Forças armadas dinamarquesas, é o posto máximo do Comando de Defesa, no qual é manuseado pelo Ministro da Defesa. Constitucionalissimamente, O Comandante em chefe é o posto máximo do Estado (Rei Frederico X); em prática, é o Gabinete, porém, este é incapaz de mobilizar as forças armadas, por fins que não são estritamente orientados para defesa, sem o consentimento do parlamento dinamarquês, o Folketing.
É constituída por quatro ramos (todos os quatro ramos sustentam o prefixo "Real"):
- Exército
- Marinha
- Força Aérea
- Guarda Caseira (gendarmaria)

Em 2017, possuía cerca de 48 700 militares e 5 274 funcionários civis em suas fileiras.